# Johann Gottfried Bobertag
Johann Gottfried Bobertag (* 30. März 1770 in Crossen in der Neumark, heute Krosno Odrzańskie; † 29. September 1830 in Warmbrunn, heute Cieplice Śląskie-Zdrój) war ein deutscher evangelischer Geistlicher und ab 1829 Generalsuperintendent der Kirchenprovinz Schlesien in Breslau.

## Leben
Johann Bobertag war der Sohn des Bäckermeisters Paul Martin Bobertag in Crossen. Er besuchte von 1786 bis 1789 das Gymnasium in Sorau. Von 1789 bis 1792 studierte er Evangelische Theologie an der Universität Halle. Durch den Tod seines Vaters musste er nach Crossen zurückkehren und eine Hauslehrerstelle annehmen. 1794 wurde er Lehrer am Königlichen Pädagogium in Züllichau. 1796 wurde er Feldprediger in Südpreußen und 1799 beim Regiment von Graevenitz in Glogau.
1804 wurde er zum Pfarrer in Straupiz, Landkreis Haynau berufen; schon 1807 wechselte er nach Lobendau, ebenfalls im Kreis Haynau (heute Lubiatów, Gemeinde Złotoryja, Powiat Złotoryjski, Polen). 1822 erfolgte seine Berufung zum Superintendenten der Diözese Haynau, und 1829 zum Generalsuperintendenten der Provinz Schlesien sowie zum Direktor des königlich preußischen Konsistoriums in Breslau.
Er verstarb nach nur kurzer Tätigkeit bei einem Kuraufenthalt in Warmbrunn. Sein Nachfolger wurde 1832 Friedrich Ribbeck.
Seit 1799 war er verheiratet mit einer Tochter des Syndicus von Grünberg, Ludovici. Von den zehn Kindern des Paares wurde Paul Bobertag Lehrer in Berlin, Eutin und Ratzeburg. In Lobendau lebte auch sein Neffe Gotthard Oswald Marbach in seinem Haushalt.

## Schriften
- Wie kann der gesunkenen Religiosität wieder aufgeholfen werden? Eine Synodal-Rede. Züllichau: Darnmann 1818
- Synodalpredigt über die Worte: Habt Salz bey euch ; aus: Markus Cap. 9-11, 50. Züllichau 1819